# CP-Baureihe 0450
Die Baureihe 0450 ist ein zweiteiliger Dieseltriebwagen der portugiesischen Staatsbahn Comboios de Portugal (CP). Sie stellt eine Modernisierung der Vorgängerbaureihe 0400 dar und wird seit 1999 vorrangig im Nah- und Regionalverkehr auf portugiesischen Nebenbahnen eingesetzt.

## Geschichte

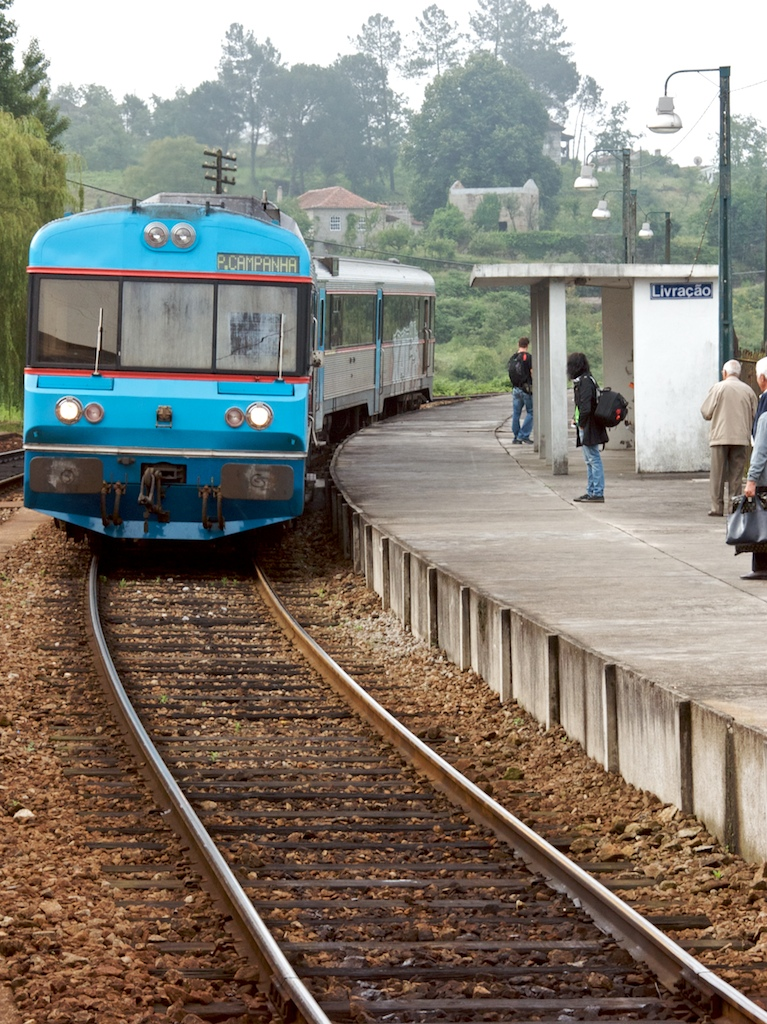
InterRegional-Zug der Baureihe 0450 im Bahnhof Livração auf der Linie zwischen Porto und Régua

Mitte der neunziger Jahre beschloss die portugiesische Staatsbahn, die inzwischen in die Jahre gekommenen Dieseltriebwagen der Baureihe 0400 einer grundlegenden Modernisierung zu unterziehen. Eine Neubeschaffung von Fahrzeugen wäre zu teuer gewesen, und eine Ausmusterung kam nicht in Frage, weil es zu wenige elektrifizierte Eisenbahnstrecken gab.
Die Modernisierung, die sich zwischen 1998 und 2001 in den EMEF-Werken in Guifões bei Porto vollzog, war grundlegend. Im Grunde genommen blieben lediglich der Wagenkasten sowie die Radsätze von der vorigen Baureihe übrig. Die Wagen erhielten neue Cummins-Motoren und neue Fahrzeugfronten mit erneuerten Fahrerkabinen und sind mit dem Zugbeeinflussungssystem Convel ausgestattet. Im Fahrgastraum verschwanden die Sitzbänke und wurden durch Einzelsitze ersetzt, zusätzlich installierte die EMEF Klimaanlagen sowie audio-visuelle Fahrgastinformationssysteme. Bemerkenswert ist auch das von der EMEF entworfene MICRA-System (Módulo Inteligente de Comando e Registo de Avarias), das den Triebfahrzeugführer schneller über vorhandene Probleme am Fahrzeug informieren soll. Die Höchstgeschwindigkeit konnte auf 120 km/h angehoben werden.
Bis 2001 konnten alle 19 Doppeltriebwagen modernisiert werden und damit in Betrieb gehen.

## Einsatz

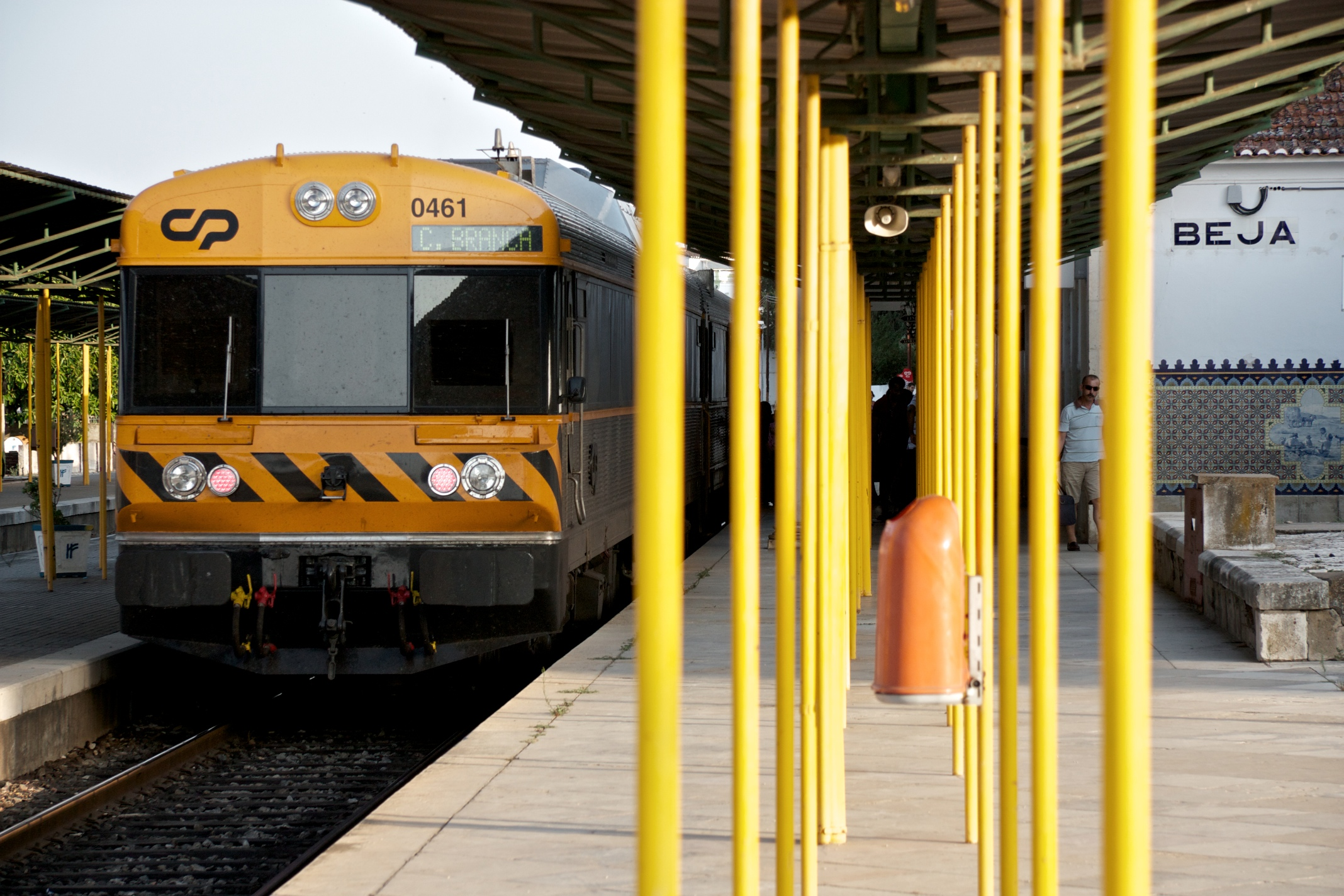
Seit 2011 kommen zwei Triebwagen als Intercidades-Züge zwischen Beja und Casa Branco zum Einsatz

Zunächst verrichteten die Fahrzeuge vor allem ihren Dienst im Norden Portugals auf den Strecken ins spanische Vigo (Linha do Minho), Braga (Ramal de Braga) und Pocinho (Linha do Douro) im Regional- und Nahverkehr. Mit der Elektrifizierung der Ramal de Braga 2003/2004 verlagerte sich das Einsatzgebiet der Fahrzeuge gen Süden im Raum Coimbra. Seitdem übernehmen die Züge der Baureihe 0450 InterRegional- und Regional-Dienste auf der Linha do Oeste, sowie bis zur Einstellung der Betriebs auch auf der Ramal da Figueira da Foz und Ramal de Lousã. Damit verschwanden einerseits die lokbespannte Züge auf der Linha do Oeste wie auch teilweise die Allan-Triebwagen der Reihe 0350. Sie sind im Bahnhof Coimbra-B beheimatet.
Seit 2011 besitzt die CP-Tochtergesellschaft CP Regional 17 weitere Dieseltriebwagen der Baureihe 0592 als Dauerleihgabe der spanischen Renfe Operadora. Da diese im Norden Portugals, vor allem auf der Linha do Douro, eingesetzt werden, beheimatete die CP einige Fahrzeuge in die Algarve und den Alentejo an. Dort ersetzen diese die in die Jahre gekommenen Züge der Baureihe 0600.
Seit 2011 kommen zwei gelb lackierte und mit Tischen ausgestattete Triebwagen als Intercidades-Züge zwischen Beja und Casa Branca zum Einsatz, die den Anschluss an den elektrifizierten Intercidades-Verkehr Évora—Casa Branca—Lissabon herstellen.